# Hieracium obversum
Hieracium obversum es una especie de planta con flor del género Hieracium, de la familia Asteraceae, orden Asterales.

## Distribución
Hieracium obversum se distribuye por Suecia.

## Taxonomía
Fue descrita científicamente por (Johanss.) Johanss.